# Вертгеймер, Макс
Макс Вертхаймер, Вертхеймер, Вертгеймер (нем. Max Wertheimer; 15 апреля 1880, Прага — 12 октября 1943, Нью-Йорк)  — немецкий и американский психолог австро-венгерского происхождения, один из основателей гештальтпсихологии.

## Биография
Родился 15 апреля 1880 года в Праге, Австро-Венгрия, в еврейской семье. После двух лет изучения права решил заняться философией. Защитил диссертацию доктора философии в Вюрцбургском университете (1904, научный руководитель — Освальд Кюльпе). В 1910-х годах работал в Психологическом институте Франкфуртского университета, где заинтересовался исследованиями восприятия. Вместе с двумя ассистентами, Вольфгангом Кёлером и Куртом Коффкой провёл исследования эффекта движения изображений, предъявляемых на тахистоскопе (так называемый фи-феномен), после чего опубликовал свою известную статью «Экспериментальные исследования восприятия движения» (1912). С 1916 по 1925 год жил и работал в Берлине, после чего вернулся во Франкфурт на должность профессора.
В начале марта 1933 г. Вертгеймер покинул Германию и уже в Чехословакии получил приглашение от Элвина Джонсона стать преподавателем Новой школы социальных исследований в Нью-Йорке, где он в течение десяти лет возглавляет кафедру психологии, которую затем возглавит его ученик Соломон Аш.
Единственное относительно полное изложение его теории — книга «Продуктивное мышление», которая была выпущена им за несколько недель до смерти в 1943 году, после приблизительно двадцати лет подготовки к печати.

## Продуктивное мышление
Вертгеймер представляет продуктивное мышление, направленное на решение задач, следующим образом. Имеется начальная и конечная ситуация. Далее возможны два варианта — начальная ситуация по сравнению с конечной: а) имеет структурные нарушения или пробелы (структурную незавершённость), либо б) «слишком сложна или беспорядочна, либо обладает простой, но основанной на внешних признаках структурой». Структурные особенности начальной ситуации определяют действия по её переструктурированию (создают «векторы… направленные к улучшению ситуации»). Конечная ситуация — «это такое состояние, которое как хорошая структура поддерживается внутренними силами, в котором существует гармония взаимных требований и в котором части определяются структурой целого, а целое — структурой частей».
«Мышление заключается в усмотрении, осознании структурных особенностей и структурных требований; в действиях, которые соответствуют этим требованиям и определяются ими, и тем самым в изменении ситуации в направлении улучшения её структуры…».
А. Начальная ситуация с незавершённостью структуры
В случае, если начальная ситуация обладает структурной незавершённостью по сравнению с конечной, решение протекает следующим образом. Сначала человек должен увидеть, осознать проблему (то есть необходимо схватывание структуры «в свете того, что требуется определить»), после чего происходит переструктурирование. То есть «улучшение структуры» в данном случае следует понимать в том смысле, что новая структура оказывается «хорошей» для решения. Вертгеймер отмечает, что человек часто постигает некоторые структурные свойства искомого целого задолго до того, как сможет найти его полную структуру, конкретные элементы. При переструктурировании происходит изменение функций элементов.
Вот пример того, как происходит переструктурирование ситуации с точки зрения задания. Задание: найти сумму 1+2+3+4+5+6+7+8+9+10 простым способом. Испытуемый приходит к тому, что можно сложить первое и последнее числа (1 и 10), что то же самое, что 2 и 9, 3 и 8 и т. д., и умножить эту сумму (11) на число таких пар (5). При этом, к примеру, 9 начинает восприниматься уже не как 8+1 (следующая за 8), а как 11−2 (симметричная 2 относительно типичной суммы пар).
Б. Начальная ситуация с несовершенством структуры
В других случаях переструктурирование ситуации не имеет конкретной цели, только «стремление постичь внутреннюю структуру задания». «В таких случаях открытие означает не просто достижение неизвестного ранее результата, ответ на какой-то вопрос, но скорее новое и более глубокое понимание ситуации».
Вот пример. Вертгеймер попросил испытуемого найти сумму ряда «−63, −26, −7, 0, +1, +2, +9, +28, +65». Заинтересовавшись исследованием ряда, он, однако, сначала игнорировал задание или забыл о нём. В конце концов он обнаружил, что ряд построен по формуле xn=n³ со сдвигом на 1 вправо. После того как испытуемый таким образом получил xn=n³, ему напомнили, что нужно было найти сумму. «Сумму? — сказал он. — Сумма этого ряда, естественно, равна нулю… Ой, извините, здесь же ещё этот дурацкий сдвиг. Весь ряд сдвинут на +1. К каждому числу добавляется +1. Значит, +1, умноженное на число членов… чему это будет равно? Девяти», — сказал он не слишком довольным тоном. И продолжил исследование ряда, которое через некоторое время привело его к тому, что сумма членов ряда xn=xn-1+k равна среднему значению, умноженному на число членов, а затем вывело и к более сложным теоретическим вопросам.
Переход от начальной к конечной ситуации — лишь относительно замкнутый (изолированный) процесс. «Он — частичное поле в пределах общего процесса познания и понимания, в контексте общего исторического развития, внутри социальной ситуации, а также в личной жизни испытуемого». Начальная стадия — лишь относительно начальная, конечная — относительно конечная.
В общем виде Вертгеймер классифицирует задачи следующим образом (S1 — начальная ситуация, S2 — конечная ситуация):
- а) задачи с незавершённостью структуры: S1 → … → S2,
- б) задачи с несовершенством структуры: S1 → ….

Вертгеймер замечает, что существует и третий вид продуктивных процессов, который можно изобразить так:
- в) … → S2.

Это, например, художественное творчество. Здесь S2 (результат) существует вначале в представлении создателя лишь в самом общем виде, даже структура целого разворачивается только в процессе творения.